# Sân vận động Barthélemy Boganda
Sân vận động Barthélemy Boganda (tiếng Pháp: Stade Barthélemy Boganda) ở Bangui, là sân vận động quốc gia của Cộng hòa Trung Phi. Sân được đặt tại khu liên hợp thể thao Barthélemy Boganda và hiện tại sân được sử dụng chủ yếu cho các trận đấu bóng đá. Sân vận động có sức chứa 20.000 người. Sân được đặt theo tên của cựu tổng thống đất nước, Barthélemy Boganda.
Sân được xây dựng lần đầu tiên vào năm 2003 bởi công ty Complan của Trung Quốc, lần đầu tiên bắt đầu vào ngày 16 tháng 6 năm 2006 và hoàn thành vào ngày 30 tháng 12 bởi tổng thống François Bozizé.
Sân vận động là sân nhà của một trong số các câu lạc bộ nổi tiếng trong nước, bao gồm AS Tempête Mocaf.